# Supercoupe de l'UEFA 2025
La Supercoupe de l'UEFA 2025 est la 50e édition de la Supercoupe de l'UEFA. Le match oppose le club vainqueur de la Ligue des champions de l'UEFA 2024-2025 à celui de la Ligue Europa 2024-2025. La rencontre se déroule au stade Friuli, à Udine, le 13 août 2025.
Les règles du match diffèrent de celles d'une finale de Coupe d'Europe : la durée de la rencontre est de 90 minutes. Si les deux équipes sont à égalité, aucune prolongation n'est jouée et une séance de tirs au but départage les équipes. Cinq remplacements sont autorisés pour chaque équipe.
Le Paris Saint-Germain remporte la compétition pour la première fois de son histoire en s’imposant 4-3 aux tirs au but, après un match nul 2-2 à l’issue du temps réglementaire.

## Participants
| Équipe              | Qualification                                 | Participation précédente |
| ------------------- | --------------------------------------------- | ------------------------ |
| Paris Saint-Germain | Vainqueur de la Ligue des champions 2024-2025 | 1 (1996)                 |
| Tottenham Hotspur   | Vainqueur de la Ligue Europa 2024-2025        | Aucune                   |

## Désignation de la ville organisatrice
Le 16 décembre 2024, le comité exécutif de l’UEFA choisit le stade Friuli à Udine, en Italie, pour accueillir la Supercoupe de l’UEFA 2025. Rénové en 2016, le stade figure parmi les plus modernes et écologiques d’Italie, ayant été construit avec des matériaux de démolition recyclés et classé quatrième stade le plus écologique du monde en 2023. L’Italie, qui n’avait plus accueilli de grande finale européenne depuis la finale de la Ligue des champions 2016, voit ainsi l’un de ses rares stades répondant pleinement aux critères de l’UEFA retenu. Udine est, par ailleurs, le seul candidat à avoir présenté un dossier complet et conforme dans les délais, rendant la décision de l’instance européenne largement attendue,.

## Match

### Résumé
Le Paris Saint-Germain remporte la Supercoupe de l’UEFA pour la première fois de son histoire en s’imposant 4-3 aux tirs au but face à Tottenham Hotspur, après un match nul 2-2 dans le temps réglementaire. Le club parisien devient ainsi la première équipe française à soulever ce trophée. Tottenham, quant à lui, devient la première formation en Supercoupe à mener avec deux buts d’écart sans l’emporter depuis l’instauration du match unique en 1998.
À la 39e minute, Micky van de Ven ouvre le score pour les Spurs d’un tir à bout portant, profitant d’un arrêt de Lucas Chevalier qui repousse la frappe de João Palhinha sur la barre transversale. Au retour des vestiaires, à la 48e minute, Cristian Romero double le score d’une tête piquée sur un coup franc de Pedro Porro, le ballon franchissant la ligne malgré l’intervention du gardien parisien.
Le PSG réagit en fin de rencontre. À cinq minutes du terme, Lee Kang-in réduit l’écart d’une frappe rase depuis l’extérieur de la surface. Dans le temps additionnel, Gonçalo Ramos égalise de la tête à bout portant sur un centre d’Ousmane Dembélé. La rencontre se joue finalement aux tirs au but. Après deux ratés des Spurs, Nuno Mendes frappe le penalty décisif en pleine lucarne et offre le titre au Paris Saint-Germain.

### Détails
| Paris Saint-Germain · |                       |     |
| Titulaires :          |                       |     |
|                       |                       |     |
| 30                    | Lucas Chevalier       |     |
| 2                     | Achraf Hakimi         |     |
| 5                     | Marquinhos            |     |
| 51                    | Willian Pacho         |     |
| 25                    | Nuno Mendes           |     |
| 33                    | Warren Zaïre-Emery    | 67e |
| 17                    | Vitinha               |     |
| 14                    | Désiré Doué           | 77e |
| 29                    | Bradley Barcola       | 67e |
| 10                    | Ousmane Dembélé       |     |
| 7                     | Khvicha Kvaratskhelia | 60e |
|                       |                       |     |
| Remplaçants :         |                       |     |
| 39                    | Matveï Safonov        |     |
| 89                    | Renato Marin          |     |
| 4                     | Lucas Beraldo         |     |
| 8                     | Fabián Ruiz           | 60e |
| 9                     | Gonçalo Ramos         | 77e |
| 19                    | Lee Kang-in           | 67e |
| 21                    | Lucas Hernandez       |     |
| 43                    | Noham Kamara          |     |
| 49                    | Ibrahim Mbaye         | 67e |
|                       |                       |     |
| Entraîneur :          |                       |     |
| Luis Enrique          |                       |     |

| Tottenham Hotspur · |                   |     |
| Titulaires :        |                   |     |
|                     |                   |     |
| 1                   | Guglielmo Vicario |     |
| 23                  | Pedro Porro       |     |
| 17                  | Cristian Romero   |     |
| 4                   | Kevin Danso       |     |
| 37                  | Micky van de Ven  |     |
| 6                   | João Palhinha     | 72e |
| 30                  | Rodrigo Bentancur |     |
| 29                  | Pape Matar Sarr   | 90e |
| 20                  | Mohammed Kudus    | 79e |
| 9                   | Richarlison       | 72e |
| 24                  | Djed Spence       |     |
|                     |                   |     |
| Remplaçants :       |                   |     |
| 31                  | Antonin Kinsky    |     |
| 40                  | Brandon Austin    |     |
| 14                  | Archie Gray       | 72e |
| 33                  | Ben Davies        |     |
| 67                  | Junai Byfield     |     |
| 80                  | Luka Vuskovic     |     |
| 15                  | Lucas Bergvall    | 90e |
| 11                  | Mathys Tel        | 79e |
| 19                  | Dominic Solanke   | 72e |
| 22                  | Brennan Johnson   |     |
| 28                  | Wilson Odobert    |     |
|                     |                   |     |
| Entraîneur :        |                   |     |
| Thomas Frank        |                   |     |

| Paris Saint-Germain · |                       |     |
| Titulaires :          |                       |     |
|                       |                       |     |
| 30                    | Lucas Chevalier       |     |
| 2                     | Achraf Hakimi         |     |
| 5                     | Marquinhos            |     |
| 51                    | Willian Pacho         |     |
| 25                    | Nuno Mendes           |     |
| 33                    | Warren Zaïre-Emery    | 67e |
| 17                    | Vitinha               |     |
| 14                    | Désiré Doué           | 77e |
| 29                    | Bradley Barcola       | 67e |
| 10                    | Ousmane Dembélé       |     |
| 7                     | Khvicha Kvaratskhelia | 60e |
|                       |                       |     |
| Remplaçants :         |                       |     |
| 39                    | Matveï Safonov        |     |
| 89                    | Renato Marin          |     |
| 4                     | Lucas Beraldo         |     |
| 8                     | Fabián Ruiz           | 60e |
| 9                     | Gonçalo Ramos         | 77e |
| 19                    | Lee Kang-in           | 67e |
| 21                    | Lucas Hernandez       |     |
| 43                    | Noham Kamara          |     |
| 49                    | Ibrahim Mbaye         | 67e |
|                       |                       |     |
| Entraîneur :          |                       |     |
| Luis Enrique          |                       |     |

| Tottenham Hotspur · |                   |     |
| Titulaires :        |                   |     |
|                     |                   |     |
| 1                   | Guglielmo Vicario |     |
| 23                  | Pedro Porro       |     |
| 17                  | Cristian Romero   |     |
| 4                   | Kevin Danso       |     |
| 37                  | Micky van de Ven  |     |
| 6                   | João Palhinha     | 72e |
| 30                  | Rodrigo Bentancur |     |
| 29                  | Pape Matar Sarr   | 90e |
| 20                  | Mohammed Kudus    | 79e |
| 9                   | Richarlison       | 72e |
| 24                  | Djed Spence       |     |
|                     |                   |     |
| Remplaçants :       |                   |     |
| 31                  | Antonin Kinsky    |     |
| 40                  | Brandon Austin    |     |
| 14                  | Archie Gray       | 72e |
| 33                  | Ben Davies        |     |
| 67                  | Junai Byfield     |     |
| 80                  | Luka Vuskovic     |     |
| 15                  | Lucas Bergvall    | 90e |
| 11                  | Mathys Tel        | 79e |
| 19                  | Dominic Solanke   | 72e |
| 22                  | Brennan Johnson   |     |
| 28                  | Wilson Odobert    |     |
|                     |                   |     |
| Entraîneur :        |                   |     |
| Thomas Frank        |                   |     |